# Elezioni generali in Zimbabwe del 2008
Le elezioni generali in Zimbabwe del 2008 si tennero il 29 marzo (primo turno) e il 27 giugno (secondo turno) per l'elezione del Presidente e il rinnovo del Parlamento.

## Risultati

### Elezioni presidenziali
| Candidati         | Partiti                                                    | I turno   | I turno | II turno  | II turno |
| Candidati         | Partiti                                                    | Voti      | %       | Voti      | %        |
| ----------------- | ---------------------------------------------------------- | --------- | ------- | --------- | -------- |
| Robert Mugabe     | Unione Nazionale Africana di Zimbabwe - Fronte Patriottico | 1 079 730 | 43,24   | 2 150 269 | 90,22    |
| Morgan Tsvangirai | Movimento per il Cambiamento Democratico                   | 1 195 562 | 47,87   | 233 000   | 9,78     |
| Simba Makoni      | Mavambo/Kusile/Dawn                                        | 207 470   | 8,31    |           |          |
| Langton Towungana | Indipendente                                               | 14 503    | 0,58    |           |          |
| Totale            | Totale                                                     | 2 497 265 | 100     | 2 383 269 | 100      |

### Elezioni parlamentari
| Liste                                                      | Voti      | %     | Seggi |
| ---------------------------------------------------------- | --------- | ----- | ----- |
| Unione Nazionale Africana di Zimbabwe - Fronte Patriottico | 1 110 649 | 45,86 | 99    |
| Movimento per il Cambiamento Democratico                   | 1 036 696 | 42,80 | 100   |
| Movimento per il Cambiamento Democratico (2005)            | 206 739   | 8,54  | 10    |
| Altri                                                      | 67 889    | 2,80  | 1     |
| Totale                                                     | 2 421 973 | 100   | 93    |